# Ronald Raldes
Ronald Raldés Balcazar (Santa Cruz de la Sierra, 20 aprile 1981) è un ex calciatore boliviano, di ruolo difensore.

## Palmarès

### Club

#### Competizioni nazionali
- Campionato boliviano: 1

Oriente Petrolero: 2001
- Coppa della Corona del Principe saudita: 1

Al-Hilal: 2009